# Adam Kolasa
Adam Kolasa (ur. 2 sierpnia 1975 w Gdańsku) – polski lekkoatleta specjalizujący się w skoku o tyczce. Młodszy brat tyczkarzy Ryszarda i Mariana.
Reprezentant KL Gdynia; jego trenerem jest obecnie były wieloboista Michał Modelski, dawniej był pod opieką Edwarda Szymczaka, a także przez pewien okres trenował go starszy brat – Marian. Wcześniej reprezentował Bałtyk Gdynia i Lechię Gdańsk.

## Osiągnięcia
Reprezentował Polskę na wielu międzynarodowych imprezach. W 1994 zajął 7. miejsce na mistrzostwach świata juniorów. Na zawodach Superligi Pucharu Europy w Bremie w czerwcu 2001 zajął 2. miejsce i przyczynił się do końcowego triumfu polskiej reprezentacji. Był także w składzie reprezentacji w Pucharze Europy w 2003 (4. miejsce), 2004 (5. miejsce) i 2005 (6. miejsce). Na mistrzostwach świata w Edmonton 2001 zajął 8. miejsce, dwa lata później w Paryżu był 9. Tuż za podium (4.) uplasował się na Halowych Mistrzostwach Europy w Wiedniu w 2002; na Halowych Mistrzostwach Europy w Madrycie w 2005 nie zakwalifikował się do finału. Olimpijczyk z Aten 2004, nie zakwalifikował się do finału. W 2001 wywalczył złoty medal Igrzysk Frankofońskich. Ma na koncie sześć tytułów mistrza Polski na otwartym stadionie (1995, 1996, 2001, 2003, 2004, 2005) i cztery w hali (1996, 2000, 2002, 2005).

## Rekordy życiowe
Rekordem życiowym Kolasy jest skok na wysokość 5,75 m uzyskany na mistrzostwach świata w Edmonton 9 sierpnia 2001 (9. wynik w historii polskiej lekkoatletyki).